# Clephydroneura mysorensis
Clephydroneura mysorensis är en tvåvingeart som beskrevs av Joseph och Parui 1984. Clephydroneura mysorensis ingår i släktet Clephydroneura och familjen rovflugor. Inga underarter finns listade i Catalogue of Life.